# Perissomastix similatrix
Perissomastix similatrix är en fjärilsart som beskrevs av László Anthony Gozmány. Perissomastix similatrix ingår i släktet Perissomastix och familjen äkta malar. Inga underarter finns listade i Catalogue of Life.